# Petra Garnier
Petra Garnier (Enschede, 5 november 1970) is een Nederlands rolstoelbasketbalster.
Met het Nederlandse team heeft Garnier meegedaan aan de Paralympische Zomerspelen 2000 te Sydney, de Paralympische Zomerspelen 2004 te Athene,  de Paralympische Zomerspelen 2008 in Peking en de Paralympische Zomerspelen 2012 in Londen.
In het dagelijks leven is zij ambtenaar.